# Arthur Landwehr

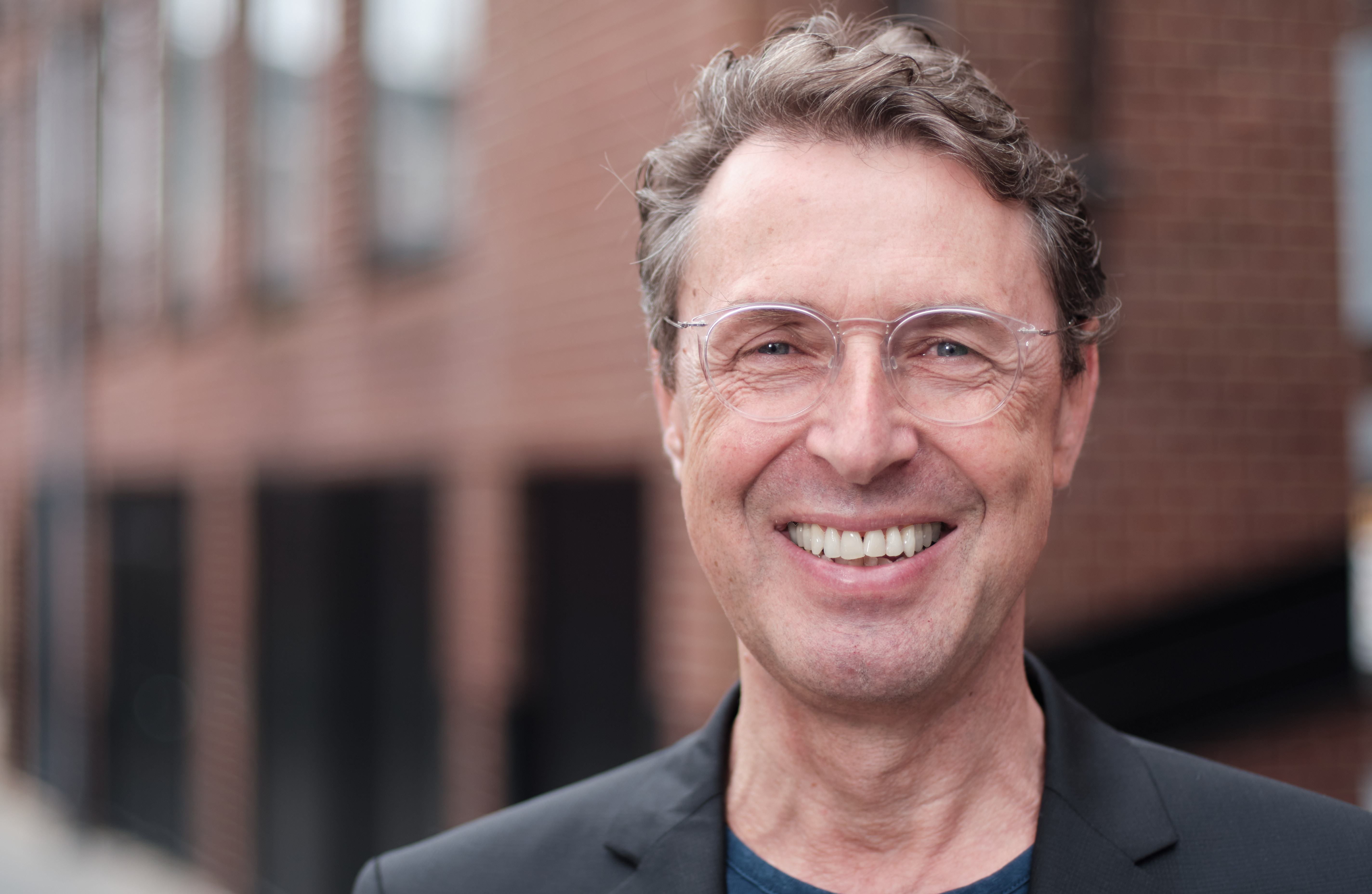
Arthur Landwehr

Arthur Landwehr (* 7. Oktober 1958 in Rheda-Wiedenbrück) ist ein deutscher Journalist und ehemaliger Chefredakteur Hörfunk des Südwestrundfunks. Zwei Mal, von 1999 bis 2006 und 2018 bis 2022, war er als Hörfunk-Auslandskorrespondent für die ARD aus Washington, D.C. 2005 wurde er mit dem 1. Hörfunkpreis der RIAS Berlin Kommission für seine Berichterstattung aus den Vereinigten Staaten ausgezeichnet. Seit Januar 2023 ist Landwehr im Ruhestand und arbeitet seitdem als freier Autor und USA-Experte. Außerdem lehrt er als Honorarprofessor an der Hochschule RheinMain in Wiesbaden.

## Beruflicher Werdegang
Arthur Landwehr studierte Germanistik und Geschichte an der Albert-Ludwigs-Universität in Freiburg i.Br. (M.A.) sowie Communication Arts an der University of West Florida in Pensacola, FL, USA. Seine Hörfunklaufbahn begann 1984 im Landesstudio Freiburg des Südwestfunks (SWF) als Regionalreporter. Nach einem Volontariat wurde er Redakteur für Politik, Wirtschaft und Gesellschaft beim SWF in Baden-Baden.
1994 wechselte Landwehr als Pressesprecher des Senders in die Intendanz und übernahm 1996 die Leitung der Unternehmenskommunikation. Er zeichnete verantwortlich für die externe Bewerbung und interne Kommunikation der Fusion der damaligen öffentlich-rechtlichen Sender Südwestfunk und Süddeutscher Rundfunk zum Südwestrundfunk (SWR). Dort leitete er die Abteilung Unternehmenskommunikation und Marketing.
Von 1999 bis 2006 und 2018 bis 2022 berichtete Landwehr als Auslandskorrespondent von Washington, DC aus für die Hörfunkprogramme der ARD über die USA.
2006 bis 2018 verantwortete Landwehr als Chefredakteur die journalistische Information im Hörfunk des SWR sowie den Nachrichtenkanal SWR Aktuell (vorher SWRInfo). Nach der multimedialen Umstrukturierung des Senders übernahm er die Aufgabe „Chefredakteur Nachrichten und Distribution“ und war verantwortlich für die Nachrichten auf allen linearen und multimedialen Ausspielwegen.
Nach mehreren Jahren als Lehrbeauftragter für Journalismus an der Hochschule RheinMain in Wiesbaden verlieh ihm diese eine Honorarprofessur. 2005 wurde er mit dem Radio-, TV- und Neue-Medien-Preis ausgezeichnet.
Seit Januar 2023 ist Landwehr im Ruhestand und arbeitet seitdem als freier Autor und USA-Experte. Er lehrt weiter an der Hochschule RheinMain.

## Veröffentlichungen
- Die zerrissenen Staaten von Amerika. Alte Mythen und neue Werte - ein Land kämpft um seine Identität. Droemer, München 2024, ISBN 978-3-426-27902-1